# Воробьёв, Леонид Иванович
Леони́д Ива́нович Воробьёв (7 апреля 1932, Красноуфимск, Кунгурский район, Уральская область, РСФСР, СССР — 1 октября 1976, Новгород, РСФСР, СССР) — русский советский писатель, поэт и журналист, один из самых молодых членов Союза писателей СССР. Приобрел известность в 1950-е — 1970-е годы прежде всего как автор многочисленных рассказов и очерков.

## Биография
Родился 7 апреля 1932 года в уральском городе Красноуфимске. Родители — коренные костромичи. Отец — Воробьёв Иван Иванович, выпускник Петровско-Разумовской (Тимирязевской) академии, работал преподавателем и завучем техникумов. Мать — Воробьёва Августа Федоровна, окончившая женскую классическую гимназию — трудилась преподавателем. Среди предков писателя был Е. Е. Голубинский (о нем позднее Леонид Воробьёв напишет повесть «В Песково за Библией», в которой рассказывается о поездке в Костромскую область в поисках пропавшей библиотеки своего предка). Дед писателя жил в Кологриве и был хорошим кузнецом, занимался художественной ковкой. Несколько автобиографическим является рассказ писателя про деда («Счастливый день Терёхи Румянцева»):

А дед! До сих пор вспоминают: отличный был кузнец. Самым же любимым делом деда стало поднимание колоколов на церкви. Из других уездов приезжали за ним. Без всяких сложных устройств, с несколькими блоками и верёвками, при помощи группки мужиков поднимал дед тяжёленные колокола на головокружительную высоту…
Среднюю школу окончил в Кологриве с золотой медалью. Мечта стать писателем родилась у него ещё в школе, когда он перечитывал книги из огромной библиотеки родителей. Уже будучи взрослым, он поражал собеседников цитированием по памяти целых страниц из книг любимых писателей: Р. Стивенсона, И. А. Бунина, А. П. Чехова.
В 1951—1957 годах учился на газетном отделении факультета журналистики Московского государственного университета. Одновременно с учёбой, начиная с 1952 года, Леонид Воробьёв регулярно публикует в областной печати, а также в альманахах и сборниках, стихи и рассказы. Позже он начинает писать только рассказы и очерки.
В 1956 году был делегирован Костромским областным литобъединением на Третье Всесоюзное совещание молодых писателей. В этом же году вышел и первый сборник его рассказов. Работал он в районной газете «Кологривский край» литературным сотрудником. В то время газета называлась «Кологривский колхозник», затем «Ленинское знамя».
В конце 50-х XX века рассказы Воробьёва публиковали крупные (в том числе общесоюзные) общественно-политические и литературные журналы: «Огонёк», «Молодая гвардия», «Крокодил», «Волга», «Наш современник», «Полярная звезда». В эти же годы рассказы и повести молодого прозаика выходили отдельными сборниками в Верхне-Волжском издательстве, в издательствах «Советская Россия», «Советский писатель», «Лениздат» и «Современник».
В 1960 году был принят в Союз писателей СССР. Вступление в Союз писателей в таком молодом возрасте было редкостью. Такое членство позволяло считаться профессиональным литератором. У большинства публикующихся в Советском Союзе писателей это получалось только после 40 лет. В марте 1965 года Л. И. Воробьёв был делегатом Второго съезда писателей РСФСР, в 1969 и 1975 годах — участником двух Всесоюзных совещаний молодых писателей.
Со времени окончания МГУ литературный труд стал практически единственным источником дохода всей семьи писателя.
Вместе с семьей (с женой — Великанидой Дмитриевной Воробьёвой (1935—2006) и двумя детьми) Л. И. Воробьёв в 1967 году переехал в Новгород, где в это время создавалось отделение Союза писателей СССР.
Кроме литературы и журналистики, всю жизнь Леонид Иванович увлекался спортом. Имел разряды по футболу, волейболу, бегу, гимнастике и стрельбе.
Скоропостижная смерть от инфаркта в 1976 году в 44 года прервала работу Л. И. Воробьёва над последними двумя книгами, которые вышли стараниями вдовы писателя. Похоронен на Западном кладбище Великого Новгорода.
Личный архив писателя передан в Государственный архив новейшей истории Новгородской области.

## Семья
- Жена — Великанида (Веля) Дмитриевна Воробьёва, статистик, отличник социалистического учёта (1978), награждена орденом «Знак Почёта» (1990) и медалью «За заслуги в проведении Всероссийской переписи населения» (2003).
- Дочь — Татьяна Леонидовна Каминская, доктор филологических наук, член Союза журналистов России.
- Сын — Лев Леонидович Воробьёв (1958 года рождения), начальник юридического отдела государственного научного центра «Центр технологии судостроения и судоремонта», кавалер медали ордена «За заслуги перед Отечеством» II степени.

## Оценки творчества
Творчество Л. И. Воробьева получило многочисленные отзывы известных литературных критиков, как при его жизни, так и после смерти.
Сегодня произведения Л. И. Воробьева используются филологами в преподавании, его рассказ «Союз нерушимый», не изданный при жизни, опубликован в издательстве Новгородского государственного университета им. Ярослава Мудрого в сборнике произведений о Великой Отечественной войне, который получил одноименное с рассказом название.

## Книги Леонида Воробьева
- Рассказы. — Кострома : Кн изд-во, 1956. — 91 с.: ил. Рассказы привлекают правдивостью, силой изображения нравственных богатств советского человека.
- Рассказы. — Кострома : Кн изд-во, 1956. — 48 с.: ил.
- Коренные и пристяжные : рассказы. — Кострома : Кн. изд-во, 1957. — 66 с.: ил. В рассказах проходит вереница людей, сердцем прикипевших к родному краю, влюблённых в леса и озёра, луга и пашни Русского Севера, привыкших к нелёгкому, но благородному труду полеводов, животноводов, работников леспромхозов, шофёров.
- Главная магистраль : рассказы / худож. А Белых. — Кострома : Кн. изд-во, 1960. — 114 с.: ил. Рассказы «Демьянко», «Мартьянка», «Чуфариха», а также «На большой дороге» и «Картинки из глубинки».
- Разбуженная рамень: очерки истории, экономики и культуры Кологривского района Костромской области. — Кострома : Кн. изд-во, 1960. — 172 с.: ил. — (Города и районы родного края). О земляках костромичах — простом трудолюбивом народе, построившем в дремучих северных лесах городок Кологрив. Они обжили небогатую и нещедрую землю и вынесли на своих плечах тяжесть непосильного труда в вековом раменном лесу. Из этих мест вышли и сметливые кустари, и отчаянные плотогоны, и вообще люди, «до всякой работы умелые и охочие».
- У реки, у Ломенги : рассказы / худож. Ю. Рыжик. — Кострома : Кн. издво, 1962. — 179 с.: ил. В книгу вошли лучшие рассказы Леонида Воробьёва. В простых людях, чья судьба связана с Ломенгой, родной землей, автор видит красоту и силу, поэзию их дел..
- Деревянный край : рассказы / худож. Н. Кирсанов. — Ярославль : Верхне-Волж. кн. изд., 1964. — 176 с.: ил. Герои книги — люди разных профессий и возрастов, влюблённые в свой край, всем им присущи такие черты, как самоотверженность и увлечённость.
- Конец нового дома. — М.: Сов. Россия, 1966. — 136 с.: ил. — (Короткие повести и рассказы). В сборник вошли рассказы — «Конец нового дома», «По древним заветам», «Недомётанный стог», «Подслушанный разговор», «Капитан „Звездолета“», «Баламут», «Счастливый день Терёхи Румянцева», «Встреча с юностью», «Бельгийское ружье». Книга о людях Костромского края, красоте природы северной части Костромской области, а главное, людям с открытыми и щедрыми сердцами.
- У трёх берёз. — Ярославль: Верхне-Волж. кн. изд., 1968. — 173 с.: ил. В сборник вошли рассказы.- «Четыре любви», «У трёх берёз», «Баламут», «Соколиха с Марса» и другие рассказы.
- Долгая жизнь : рассказы / худож. В. Г. Сахенберг. — Л.: Лениздат, 1971. — 232 с.: ил. В сборник вошли рассказы — «Куртмала опаздывает на сессию», «И полем и лесом», «Соколиха с Марса», «У реки, у Ломенги», «Зарницы», «Счастливый день Терёхи Румянцева», «Раз живём», «Тридцать девятый медведь», «Баламут», «Конец нового дома». Это рассказы о жизни людей «глубинки» — отдалённых сёл и рабочих посёлков.
- Счастливый день Терёхи Румянцева : рассказы / предисл. К. Яковлева. — Ярославль : Верхне-Волж. кн. изд-во, 1972. — 349 с. В сборник вошли 44 рассказа, написанные в период с 1953 по 1970 годы. Перед нами проходят образы цельных, порядочных людей, для которых вся жизнь заключена в труде.
- По дорогам местного значения: очерки / худож. В. А. Бендигер. — Л.: Лениздат, 1973. — 136 с. Автор в документальных очерках пишет о сельском хозяйстве Новгородской области. Герои книги — труженики колхозов и совхозов, живущие на новгородской земле. В книге созданы интересные характеры современников, рассказано о духовном богатстве тех, кто своим трудом делает свою землю ещё краше.
- Росные травы : рассказы и повесть. — М.: Современник, 1973. — 191 с. Действие коротких рассказов происходит на новгородской земле. Перед читателем проходят незамысловатые истории о судьбах деревенских жителей. Рассказы согреты любовью к родному краю, к своим героям. С восхищением пишет автор о своих современниках, особенно о деревенских женщинах — трудолюбивых, хозяйственных, о матерях — мудрых советчицах, сердечных и чутких к чужой беде («Парася», «Соколиха с Марса»). Всего представлено 17 рассказов и маленькая повесть «В гости в Щепову».
- Край, у которого всё впереди : очерки. — М.: Сов. Россия, 1975. — 86 с.: ил. — (Писатель и время), (Письма из деревни). Очерк «Знакомыми дорогами» о поездке писателя летом 1974 года в Кологривский район Костромской области, где прошла его молодость. Очерк «Край, у которого всё впереди» о колхозе «Путь Ленина» Пестовского района Новгородской области.
- Земной закон : рассказы / худож. В. Комаров. — М.: Современник, 1976. — 240 с.: ил. Этот сборник рассказов — итог двадцатилетней литературной работы Л. И. Воробьёва. Изображая жизнь современной русской деревни, он стремится передать неповторимость человеческих характеров и судеб. Рассказ «Земной закон», давший название книге, — предсмертная исповедь старой женщины. Писателя особенно привлекают те мгновения жизни, когда человек наедине с природой или с самим собой раскрывает свою душу («Ночная молитва», «Один раз живём»). Всего в сборник вошли 16 рассказов.
- Край, у которого всё впереди : очерки. — М.: Сов. Россия, 1976. — 88 с.: ил. — (Писатель и время). Включены очерки «Знакомыми дорогами» и «Край, у которого всё впереди».
- Рассказы / худож. Б. А. Аникин и А. С. Морев. — Л.: Лениздат, 1976. — 192 с.: ил. В книгу вошли рассказы, уже известные читателям по сборникам автора «Счастливый день Терёхи Румянцева», «Долгая жизнь» и другие, а также новые рассказы, написанные им в последние годы жизни. В сборник включён 21 рассказ.
- Это было недавно : повести и рассказы. — М.: Сов. писатель, 1976. — 224 с. [портр.] В сборник вошли две маленькие повести: «Это было недавно, это было давно» и «В Песково за Библией» и короткие рассказы: «Замёрзнет река…», «Два часа действа», «Давно прошла война», «Шестой ребёнок».
- У реки, у Ломенги : рассказы / худож. Б. Косульников. — М.: Современник, 1978. — 398 с.: ил. Посмертное дополненное издание. В книгу вошли лучшие рассказы автора.
- Это было недавно : повести и рассказы / худож. Д. С. Громан. — М.: Советский писатель, 1979. — 384 с. Произведения объединены одной темой — труженики села. Этой теме писатель не изменил до конца своей недолгой жизни. Герои его произведений — труженики колхозов и совхозов, лесорубы, сплавщики, сельская интеллигенция — люди сильного характера, преданные своей работе. В книгу вошли лучшие произведения Леонида Воробьёва, написанные им за двадцать лет его литературной работы.
- Недомётанный стог : рассказы и повести. — М.: Современник, 1985. — 477 с. В эту книгу вошли рассказы и повести. Они посвящены проблемам советской деревни и заставляют читателя задуматься о судьбах, живущих в ней людей. Писатель хорошо знает жизнь тружеников села, работников леса и пишет о них правдиво, свежо и поэтично.

## Память
- Мемориальная доска в Великом Новгороде на доме, где жил Л. И. Воробьёв (ул. Прусская, 6);
- В Кологриве Костромской области, где Воробьёв написал первые рассказы, улицу Пионерскую переименовали в улицу Воробьёва в 1997 году к 55-летию писателя.